# Madona Conestabile
Madona Conestabile (Madona s dítětem) je název obrazu italského renesančního malíře Raffaela Santiho.
Obraz patří k nejranějším umělcovým dílům; vznikl pravděpodobně kolem roku 1504. Za své pojmenování vděčí jménu svého původního majitele, hraběte Connestabileho.
Rozměrově malý obraz představuje Pannu Marii něžně držící na levé ruce svého syna Ježíše. Ježíšek je zaujatý stránkami v otevřené knížce, kterou jeho matka drží v druhé ruce.
Scéna v Raffaelově podání je prostoupena vnitřní harmonií a hlubokým lyrismem. Na pozadí otevřené krajiny se sněhem pokrytými vrcholky hor a jezírkem se zrcadlící se oblohou, zobrazuje Marii jako mladou ženu, spokojenou až zádumčivou. Scéna na diváka působí důstojně a harmonicky, vyvolává příjemný pocit z mistrova dokonalého vyjádření souladu člověka a přírody.
Dílo svojí kompozicí navázalo na Peruginovu Madonu s dítětem a granátovým jablkem. Raffaelova Madona byla původně namalovaná na dřevěné desce a při přenášení malby na plátno v roce 1881 se zjistilo, že i jeho madona původně podávala Ježíškovi granátové jablko. Během práce malíř tento detail změnil, přičemž to nezpůsobilo změnu celkového pojetí.
Původní dřevěná deska a zlacený rám, zhotovený pravděpodobně podle návrhu samotného autora, tvořily jednotný celek. Ornamenty vyplňující rohy kolem kruhové malby zdůrazňují jemnou, téměř miniaturní malbu.
Obraz je v majetku petrohradské Ermitáže, kam se dostal poté, co byl v roce 1871 darovaný ruskému carovi Alexandrovi II. rodinou hraběte Connestabileho z Perugie.